# Ricardo III (filme de 1995)
Ricardo III (em inglês:  Richard III) é um filme britano-estadunidense de 1995, dos gêneros guerra e drama, dirigido por Richard Loncraine e estrelado por Ian McKellen e Annette Bening.
O filme é uma adaptação da sangrenta peça Richard III, de William Shakespeare, com a ação transposta para a Inglaterra da década de 1930.

## Sinopse
Richard trama contra seu irmão Edward, que assumiu o trono após violenta guerra civil. Ele começa por seduzir e casar-se com Lady Anne, a quem tornou viúva durante a guerra. Com a ajuda de leais comparsas, Richard assassina George, seu irmão mais velho, o que leva Edward à morte, por desgosto. A coroa acaba nas mãos do jovem Príncipe de Gales, tendo Edward como protetor. Entretanto, Edward aprisiona o garoto e seu irmão na Torre de Londres e passa a reinar sobre o país inteiro. Sua ambição e crueldade, porém, atraem vários inimigos, entre eles Henry Richman.

## Principais premiações
| Patrocinador                                            | Prêmio       | Categoria | Situação |
| ------------------------------------------------------- | ------------ | --- | --- |
| Academia de Artes e Ciências Cinematográficas           | Oscar        | Melhor Direção de Arte Melhor Figurino                                                                            | Indicado[carece de fontes?] Indicado[carece de fontes?]                                                                                     |
| Associação de Correspondentes Estrangeiros de Hollywood | Golden Globe | Melhor Ator - Drama (Ian McKellen)                                                                                | Indicado[carece de fontes?] |
| British Academy of Film and Television Arts             | BAFTA        | Melhor Filme Britânico Melhor Ator (Ian McKellen)) Melhor Roteiro Adaptado Melhor Direção de Arte Melhor Figurino | Indicado[carece de fontes?] Indicado[carece de fontes?] Indicado[carece de fontes?] Vencedor[carece de fontes?] Vencedor[carece de fontes?] |

## Elenco
| Ator/Atriz           | Personagem                |
| -------------------- | ------------------------- |
| Ian McKellen         | Richard III               |
| Annette Bening       | Rainha Elizabeth          |
| Jim Broadbent        | Duque de Buckingham       |
| Robert Downey Jr.    | Lord Rivers               |
| Nigel Hawthorne      | George, Duque de Clarence |
| Kristin Scott Thomas | Lady Anne                 |
| Maggie Smith         | Duquesa de York           |
| John Wood            | Rei Eduardo IV            |
| Jim Carter           | Lord William Hastings     |
| Edward Hardwicke     | Lord Thomas Stanley       |
| Adrian Dunbar        | James Tyrell              |
| Dominic West         | Conde de Richmond         |
| Roger Hammond        | Arcebispo Thomas          |